# Divisão administrativa dos territórios poloneses durante a Segunda Guerra Mundial
A divisão administrativa dos territórios poloneses durante a Segunda Guerra Mundial pode ser dividida em várias fases, quando os territórios da Segunda República Polonesa eram administrados primeiramente pela Alemanha nazista (no oeste) e União Soviética (no leste), depois pela Alemanha nazista (após a Operação Barbarossa) e finalmente novamente pela União Soviética. Começando com a reforma de 1946, a divisão administrativa retornou à Polônia (ver a divisão administrativa da República Popular da Polônia).
Após a Alemanha e a União Soviética terem particionado a Polônia, em 1939, logo após a sua invasão, a maior parte do território etnicamente polonês acabou por ficar sob controle alemão, enquanto que as áreas anexadas pela União Soviética eram etnicamente de vários povos com o território a ser dividido em diversas áreas, algumas das quais tinham uma significativa maioria não-polonesa (ucranianos no sul e bielorrussos no norte) muitos dos quais sentiam-se alienados na nacionalista Polônia de entre-guerras, e congratulavam-se com os soviéticos. No entanto, os poloneses também compreendiam o maior grupo étnico nos territórios anexados pelos soviéticos.

## Anexação soviética do território polonês (1939-1941)
Ao fim da guerra defensiva polonesa, a União Soviética tomou cerca de 52,1% do território da Polônia (cerca de  200.000 km²), com mais de 13.700.000 habitantes. As estimativas variam; Elżbieta Trela-Mazur apresenta os seguintes números no que diz respeito à composição étnica destas áreas: 38% de poloneses (cerca de 5,1 milhões de pessoas), 37% de ucranianos, 14,5% de bielorrussos, 8,4% de judeus, 0,9% de russos e 0,6% de alemães. Houve também 336.000 refugiados das áreas ocupadas pela Alemanha, a maior parte deles de judeus (198.000). As áreas ocupadas pela União Soviética foram anexadas ao território soviético, com exceção da área de Wilno, que foi transferida para a Lituânia, apesar de logo após ser anexada a URSS, quando a Lituânia tornou-se uma das repúblicas soviéticas.
Nos termos do Pacto Molotov-Ribbentrop, ajustado pelo acordo de 28 de setembro de 1939, a União Soviética, anexou todo o território polonês a leste da linha dos rios Pisa, Narew, Bug e San, exceto para a área em torno de Wilno (Vilnius), que foi dada a Lituânia, e a região de Suwałki, que foi anexada pela Alemanha. Estes territórios eram em grande parte habitados por ucranianos e bielorrussos, com minorias de poloneses e judeus (ver Linha Curzon). A área total, incluindo a área dado à Lituânia, era de 201.000 quilômetros quadrados, com uma população de 13,5 milhões de habitantes. Uma pequena faixa de terra que fazia parte da Hungria antes de 1914, foi também dada a Eslováquia.

### Anexação alemã do território polonês (1939-1945)

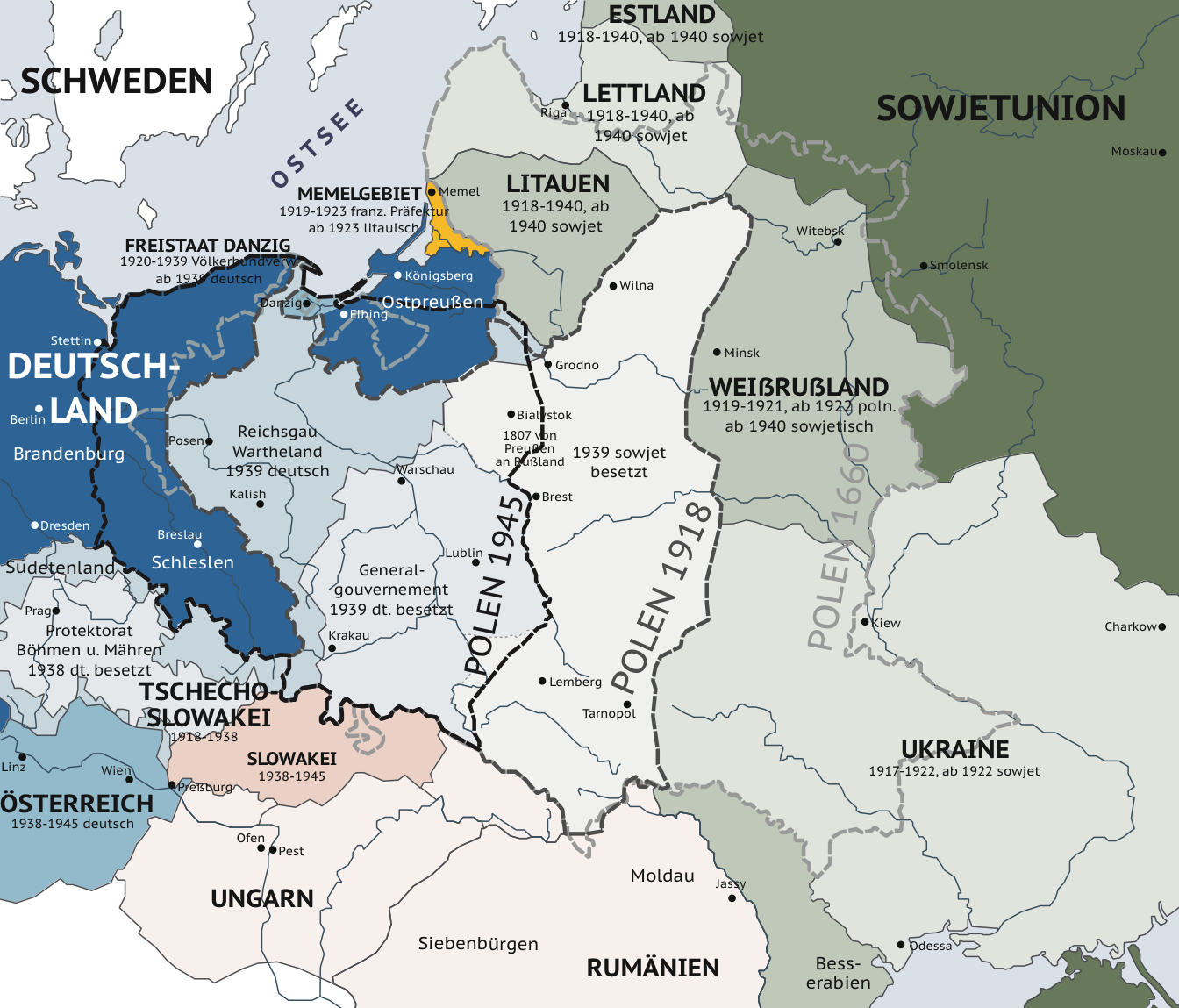
Quarta Partição da Polônia - Pacto nazi-soviético.

Nos termos dos dois decretos de Adolf Hitler (8 de outubro e 12 de outubro de 1939), as grandes áreas da Polônia ocidental foram anexadas à Alemanha. Estas incluíam todos os territórios tomados pela Prússia nas Partições da Polônia, que a Alemanha perdeu posteriormente com o Tratado de Versalhes de 1918, incluindo o Corredor Polonês, Wielkopolska, bem como os territórios divididos após os plebiscitos, tal como a Alta Silésia e uma grande área oriental desses territórios, incluindo a cidade de Łódź.
Os alemães estabeleceram para as áreas anexadas da Polônia as seguintes unidades administrativas:
- Reichsgau Wartheland (inicialmente Reichsgau Posen), que incluía toda a voivodia de Poznań, a maior parte da voivodia de Łódź, cinco condados da voivodia da Pomerânia, e um condado da vaivodia de Varsóvia;
- A área restante da voivodia da Pomerânia, que foi incorporada na Reichsgau Danzig-Westpreussen (inicialmente Reichsgau Westpreussen);
- Distrito de Ciechanów (Regierungsbezirk Zichenau) consistindo dos cinco condados do norte da voivodia de  Varsóvia (Płock, Płońsk, Sierpc, Ciechanów e Mława), que tornaram-se parte da Prússia Oriental;
- Distrito de Katowice (Regierungsbezirk Kattowitz) ou não oficialmente Ost-Oberschlesien (Alta Silésia Oriental); que incluiu os condados de Katowice, Sosnowiec, Będzin, Chrzanów e Zawiercie e parte dos condados de Olkusz e Żywiec.

A área destes territórios anexados era de 94.000 quilômetros quadrados e a população era cerca de 10 milhões de habitantes, a grande maioria dos quais eram poloneses. As partes anexadas eram controladas por uma administração alemã governada por um Gauleiter, na prática, um sistema semelhante ao do próprio Reich. Cerca de 1 milhão de poloneses foram expulsos de suas áreas pelo governo alemão, enquanto que 600.000 alemães da Europa Oriental e 400.000 do Reich alemão foram assentados lá.

### Governo-geral

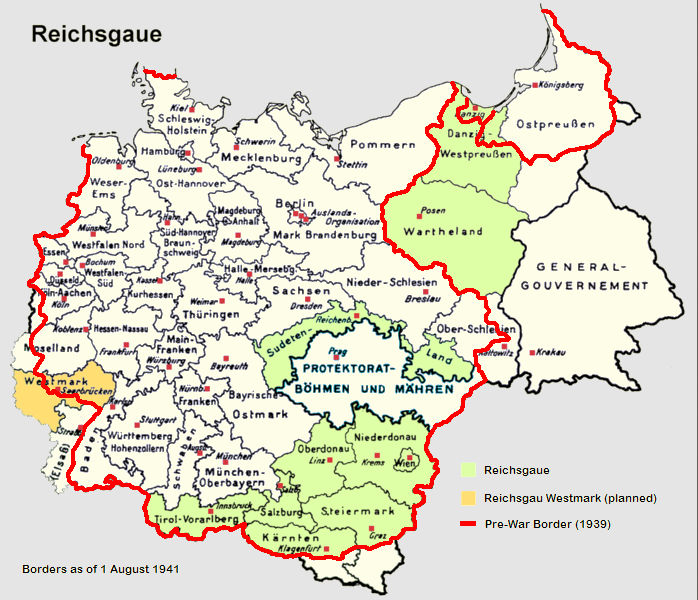
Reichsgaue e Generalgouvernement em 1941.

O bloco restante do território foi colocado sob uma administração alemã chamada de Governo-geral (em alemão: Generalgouvernement für die besetzten polnischen Gebiete), com sua capital em Cracóvia. O Governo-geral foi subdividido em quatro distritos, Varsóvia, Lublin, Radom e Cracóvia (Distrikt Krakau).
Um advogado alemão e proeminente nazista, Hans Frank, foi nomeado governador-geral dos territórios ocupados em 26 de outubro de 1939. Frank supervisionou a segregação de judeus em guetos nas grandes cidades, especialmente em Varsóvia, e o uso de civis poloneses no trabalho obrigatório e forçado nas indústrias de guerra alemãs.

### O ataque alemão à União Soviética (1941-1944)
Depois do ataque alemão à União Soviética em junho de 1941, o território polonês ocupado anteriormente pelos soviéticos foi organizado da seguinte forma:
- Bezirk Bialystok (distrito de Białystok), que incluiu os condados de Białystok, Bielsk Podlaski, Grajewo, Łomża, Sokółka , Volkovysk e Grodno, foi "anexado" (mas não incorporado) à Prússia Oriental;
- Bezirke Litauen und Weißrussland – a parte polonesa da Rússia Branca (hoje parte ocidental da Bielorrússia), incluindo a voivodia de Wilno (Vilnius foi incorporada ao Reichskommissariat Ostland);
- Bezirk Wolhynien-Podolien - a voivodia da Volínia, que foi incorporada ao Reichskommissariat Ukraine; e
- Galícia Oriental, que foi incorporada ao Governo-geral e tornou-se seu quinto distrito, o Distrito da Galícia (Distrikt Galizien).

### A volta à administração soviética (1944-1945)
As forças soviéticas voltaram ao ex-território polonês após suas ofensivas contra a Alemanha em 1944 (Operação Bagration, Ofensiva Lublin-Brest).
Começando com a reforma de 1946, a divisão administrativa retornou à Polônia (ver divisão administrativa da República Popular da Polônia).
Starting with the reform of 1946, the administrative division was returned to Poland (see Administrative division of People's Republic of Poland).

## Divisão administrativa do Estado clandestino polonês
A Polônia teve uma única administração clandestina, o Estado Secreto Polonês, que efetuou divisões administrativas regionais para o exército de livre resistência polonesa, o Armia Krajowa.